# Luftväg

Uppdelningen i övre och nedre luftvägar. Upper respiratory tract = övre luftvägar och Lower respiratory tract = nedre luftvägar.

Anatomisk översikt över hela andningssystemet.

Luftvägarna är de delar av andningssystemet genom vilket luften flödar för att komma från den yttre miljön (luften) till alveolerna i lungorna.
Luftvägen börjar i munnen eller näsan och får tillträde till luftstrupe (trachea) via svalget (pharynx). Luftstrupen förgrenar sig till den vänstra och den högra huvudbronken (vid carina som är belägen vid den andra thoracala kotan). Bronkerna delar in sig i stora bronkioler, en för varje lunglob. Inom loberna delar sig bronkerna ytterligare ungefär 20 gånger och slutar i alveolkluster.
Luftvägarna delas upp i den övre luftvägarna och de nedre luftvägarna. Till de övre luftvägarna hör näshålan (cavum nasi), munhålan (cavum oris) bihålorna (sinus paranasalis) och svalget (pharynx). Till de nedre luftvägarna hör struphuvud (larynx), luftstrupe (trachea) och luftrören (bronchus).
De epitelia ytorna av luftvägarna innehåller cilier. Inhalerade partiklar fastnar på det slem (mucus) som utsöndras av bägarceller och som kontinuerligt tas bort från luftvägarna av ciliernas vågrörelser. Luftvägsepitelet producerar även en vattenlik vätska som slemmet glider på, en produktion som förhindras av sjukdomen cystisk fibros som ger upphov till ett mer trögflytande slem. Även makrofager finns i luftvägrarna och skyddar epitelet mot bakterier och partiklar. Makrofagerna kan vandra upp och åka ner i magsäcken där de degraderas eller fastna i lungorna och bilda plack av olika partiklar, till exempel vid silikos (stendammslunga).
Vissa sjukdomstillstånd med försämrad andning kräver intubation av trachea för att säkra fria luftvägar. Om intubation ej går att göra, eller är olämpligt kan alternativet vara tracheotomi vilket innebär en öppning i trachea.